# Kovilovo, Palilula
Kovilovo (izvirno srbsko Ковилово) je naselje v Srbiji, ki upravno spada pod Občino Palilula; slednja pa je del Mesta Beograd.

## Demografija
V naselju živi 808 polnoletnih prebivalcev, pri čemer je njihova povprečna starost 36,2 let (35,1 pri moških in 37,3 pri ženskah). Naselje ima 369 gospodinjstev, pri čemer je povprečno število članov na gospodinjstvo 2,82.
To naselje je, glede na rezultate popisa iz leta 2002, večinoma srbsko, a v času zadnjih treh popisov je opazno zmanjšanje števila prebivalcev.
|  |

| Demografija | Demografija     | Demografija     |
| Leto        | Št. prebivalcev | Št. prebivalcev |
| ----------- | --------------- | --------------- |
|             |                 |                 |
|             |                 |                 |
|             |                 |                 |
|             |                 |                 |
| 1948        | -               |                 |
| 1953        | 950             |                 |
| 1961        | 871             |                 |
| 1971        | 1042            |                 |
| 1981        | 1132            |                 |
| 1991        | 1063            | 1045            |
| 2002        | 1050            | 1039            |
|             |                 |                 |

| Etnična sestava po popisu iz leta 2002 | Etnična sestava po popisu iz leta 2002 | Etnična sestava po popisu iz leta 2002 | Etnična sestava po popisu iz leta 2002 | Etnična sestava po popisu iz leta 2002 |
| -------------------------------------- | -------------------------------------- | -------------------------------------- | -------------------------------------- | -------------------------------------- |
| Srbi                                   | Srbi                                   |                                        | 961                                    | 92,49%                                 |
| Madžari                                | Madžari                                |                                        | 7                                      | 0,67%                                  |
| Jugoslovani                            | Jugoslovani                            |                                        | 7                                      | 0,67%                                  |
| Črnogorci                              | Črnogorci                              |                                        | 6                                      | 0,57%                                  |
| Romi                                   | Romi                                   |                                        | 6                                      | 0,57%                                  |
| Goranci                                | Goranci                                |                                        | 6                                      | 0,57%                                  |
| Muslimani                              | Muslimani                              |                                        | 5                                      | 0,48%                                  |
| Hrvati                                 | Hrvati                                 |                                        | 4                                      | 0,38%                                  |
| Nemci                                  | Nemci                                  |                                        | 4                                      | 0,38%                                  |
| Makedonci                              | Makedonci                              |                                        | 3                                      | 0,28%                                  |
| Albanci                                | Albanci                                |                                        | 2                                      | 0,19%                                  |
| Ukrajinci                              | Ukrajinci                              |                                        | 1                                      | 0,09%                                  |
| Slovaki                                | Slovaki                                |                                        | 1                                      | 0,09%                                  |
| Romuni                                 | Romuni                                 |                                        | 1                                      | 0,09%                                  |
| Neznano                                | Neznano                                |                                        | 22                                     | 2,11%                                  |